# Fat Mike
Fat Mike, egentligen Michael John Burkett, född 16 januari 1967 i Newton, Massachusetts, USA. Han är sångare, basist och låtskrivare i punkbandet NOFX. Han är även medlem i all-starcoverbandet Me First and the Gimme Gimmes. Han driver skivbolaget Fat Wreck Chords, under vilket bolagen Pink and Black och Honest Dons står att finna, och den bushkritiska rörelsen/hemsidan Punkvoter.

## Diskografi (urval)
Studioalbum med NOFX
- Liberal Animation (1988)
- S&M Airlines (1989)
- Ribbed (1991)
- White Trash, Two Heebs and a Bean (1992)
- Punk in Drublic (1994)
- Heavy Petting Zoo (1995)
- So Long, and Thanks For all the Shoes (1997)
- Pump Up The Valuum (2000)
- The War on Errorism (2003)
- Wolves in Wolves' Clothing (2006)
- Coaster (som Frisbee på vinyl) (2009)
- Self Entitled (2012)
- First Ditch Effort (2016)

Studioalbum med Me First and the Gimme Gimmes
- Have a Ball (1997)
- Are a Drag (1999)
- Blow in the Wind (2001)
- Take a Break (2003)
- Love Their Country (2006)
- Are We Not Men? We Are Diva! (2014)

Annat
- Rubber Bordello (soundtrack tillsammans med Dustin Lanker)